# Ганс Вільсдорф
Ганс Вільсдорф (22 березня 1881 — 6 липня 1960) — це німецький бізнесмен, засновник Rolex і Tudor. Успіх компаній Ганс Вільсдорф пояснював так: «Щоб зробити компанію успішною, потрібен лише чудовий маркетинг».

## Ранні роки життя
Ганс Вільсдорф народився в місті Кульмбах, Баварське королівство, у протестантській сім'ї Анни та Йохана Даніеля Фердінанда Вільсдорфів. Він був другим сином у сім'ї, мав брата та сестру

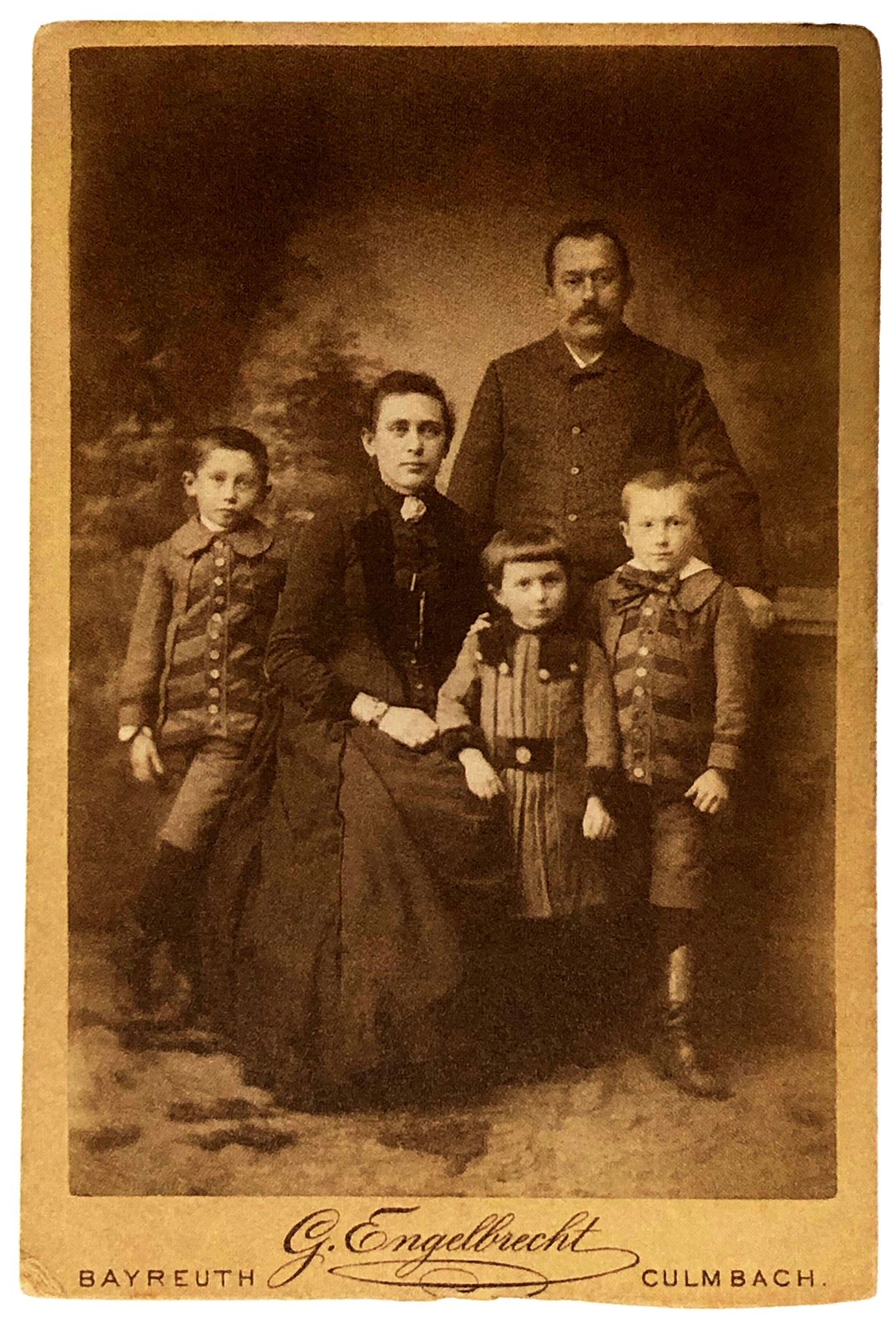
На фото зображено Ганса Вільсдорфа (в першому ряду праворуч), який стоїть перед батьком, а мати сидить між його сестрою та братом.

Його мати рано померла, і він залишився сиротою. Коли помер його батько Гансу було дванадцять років.
Опікуванням за юним Вільсдорфом зайнялися його дядьки, які продали процвітаючу сімейну компанію із виробництва залізних інструментів, що належала батькові. Ганса, його брата та сестру вони відправили до кращих шкіл-інтернатів, де вони отримали хорошу освіту.
Вільсдорф опублікував свою автобіографію в 1946 році, як частину чотиритомної збірки книг під назвою «Rolex Jubilee Vade Mecum». У автобіографії Ганс писав: «Наші дядьки не були байдужі до нашої долі, але те, як вони змусили мене стати самозабезпеченим дуже рано, змусило мене набути звичку піклуватися про своє майно, і, озираючись назад, я вірю, що саме завдяки цьому я завдячую своєму успіху».
Вільсдорф чудово знав математику та добре володів декількома мовами, що надихнуло його подорожувати та працювати за кордоном. Ганс розпочав свою кар'єру помічником у впливовій міжнародній компанії з експорту перлів. Набутий досвід, який Ганс отримав у цій компанії, відіграв важливу роль у його майбутніх проєктах.
У 1900 році Вільсдорф розпочав свою кар'єру на швейцарському годинниковому виробництві. Також він переїхав до Ла-Шо-де-Фон, щоб працювати англійським кореспондентом і клерком у годинниковій фірмі «Cuno Korten» на вулиці Леопольда Роберта, 49, де він отримував 80 швейцарських франків. В той час компанія «Cuno Korten» щорічно експортувала кишенькові годинники на суму близько мільйона франків.
Вільсдорф мав щодня заводити сотні кишенькових годинників в компанії «Cuno Korten», а також перевіряти, точність всіх годинників. Під час роботи в «Cuno Korten» Вільсдорф дізнався про те, як влаштована галузь годинникарства, та отримав необхідні знання про виготовлення всіх видів годинників.

## 1905: Заснування Wilsdorf & Davis
У 1903 році Ганс Вільсдорф переїхав до Лондона, де він пішов працювати в іншу годинникову компанію. У 1905 році Ганс заснував компанію разом з Альфредом Девісом під назвою Wilsdorf & Davis, яка розсташовувалася за адресою 83 Hatton Garden у Лондоні. Метою компанії Wilsdorf & Davis було створення якісних годинників за доступними цінами.

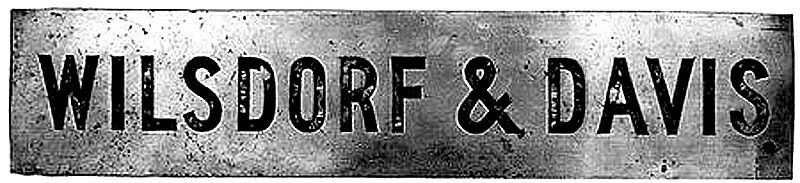
Плакат Wilsdorf-and-Davis 1905 року

## 1908: Заснування Rolex
З нагоди 50-річчя компанії Rolex у 1958 році Вільсдорф поділився історією про те, як він вигадав назву «Rolex» у 1908 році: «Я намагався поєднати літери алфавіту різними способами. Я отримав кілька сотень назв, але жодна з них не здалася цілком підходящю. Одного ранку, коли я їхав на верхньому рівні двоповерхового омнібусу у Лондоні добрий дух прошепотів мені на вухо ― Ролекс.»
«Через кілька днів після цієї поїздки бренд Rolex був затверджений, а потім офіційно зареєстрований у Швейцарії компанією Wilsdorf & Davis».

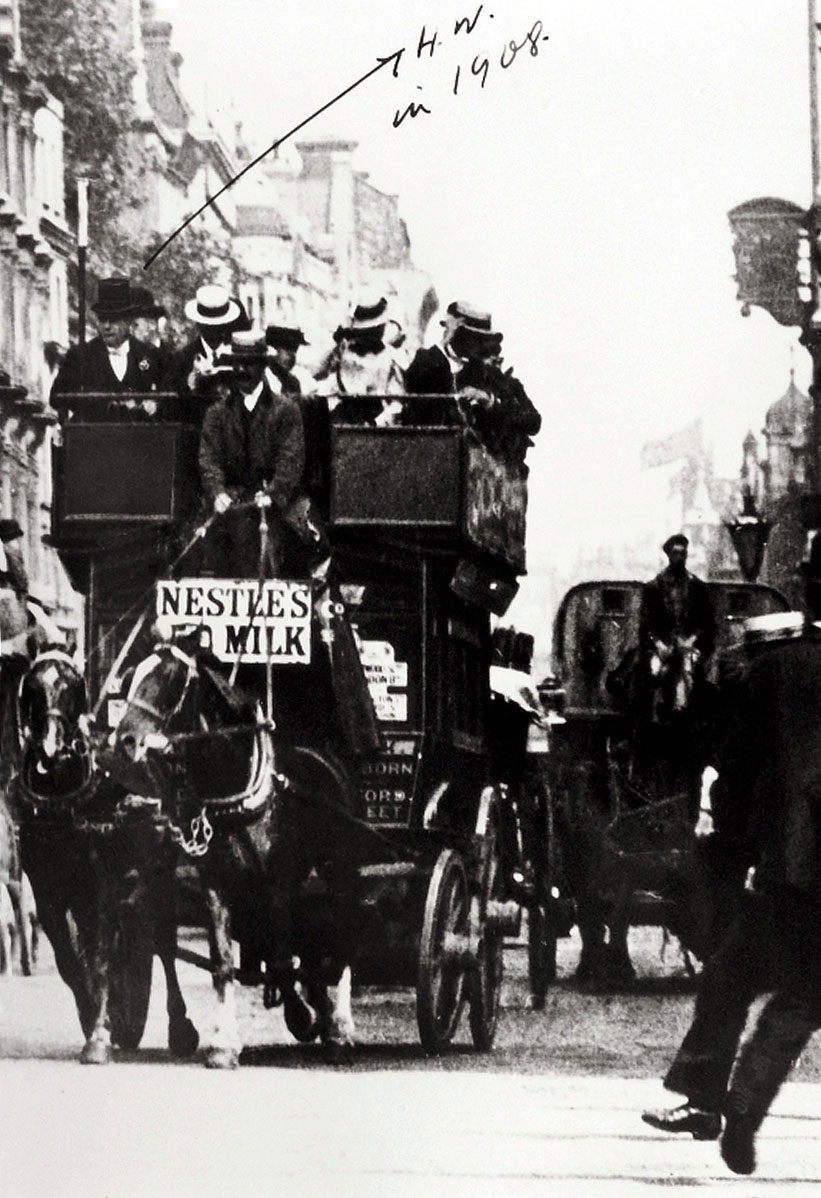
Ганс Вілсдорф, засновник Rolex на зображенні вище в 1908 році в Лондоні, Англія, їде на омнібусі

Протягом 1900-х років кишенькові годинники були розповсюдженими, а наручні годинники, виглядали незручними та непрактичними. Ганс Вільсдорф повірив у потенціал наручних годинників і поставив своєю місією в житті популяризувати їх.
У 1902 році, під час свого перебування в Ла-Шо-де-Фоні, Ганс Вільсдорф дізнався про Германа Еглера, що проживав у Б'єнні, Швейцарія, який почав виробляти «ebauches» ― механізми для високоякісних маленьких важільних годинників.
У 1905 році Вілсдорф відправився в Б'єнні, і зробив замовлення Герману Еглеру, яке було найбільшим замовленням наручних годинників. Це стало початком довгострокового партнерства між Aegler і Rolex, аж до моменту, коли Rolex придбав Aegler.

## Перша світова війна
У 1914 році, через десять років після того, як Вільсдорф переїхав до Лондону, почалася Перша світова війна, тоді Вільсдорф змінив назву компанії з Wilsdorf & Davis на The Rolex Watch Company Ltd. За чотирнадцять днів до початку Першої світової війни, 14 липня 1914 року, Rolex став першим в історії наручним годинником, який отримав сертифікат класу «А» від Обсерваторії Кью. Компанія Rolex почала швидко розвиватися і в 1914 році в компанії працювало понад 40 працівників.
У 1914 році Вільсдорф написав: «Моя особиста думка… полягає в тому, що кишенькові годинники повністю зникнуть і наручні годинники остаточно замінять їх! Я в цьому не помиляюся, і ви побачите, що я маю рацію».
У 1915 році британський уряд вирішив запровадити 33 % митних зборів, що підштовхнуло компанію Rolex перенести міжнародну штаб-квартиру з Лондона до Б'єнни. У 1919 році компанія Rolex перенесла свою штаб-квартиру в Женеву, де вона знаходиться й до сьогодні.

## 1927: Rolex Oyster
У 1927 році компанія Rolex запатентувала та випустила водонепроникний годинник «The Rolex Oyster». Компанія Rolex особисто вибрала дилерів годинників у кожному місті та надала їм вітрини, в яких були акваріуми з рослинами та золотими рибками, а також наручний годинник Rolex Oyster. Така ж стратегія була використана під час «Великої виставки» в Лондоні іншим брендом кілька десятиліть тому.

Вільсдорф зрозумів, що лінійка Rolex Oyster має значний потенціал, тому він вклав значні кошти в рекламу. Першим представником цієї лінійки Rolex стала плавчиня Мерседес Гляйтце, яка перепливла Ла-Манш з Rolex Oyster на шиї.

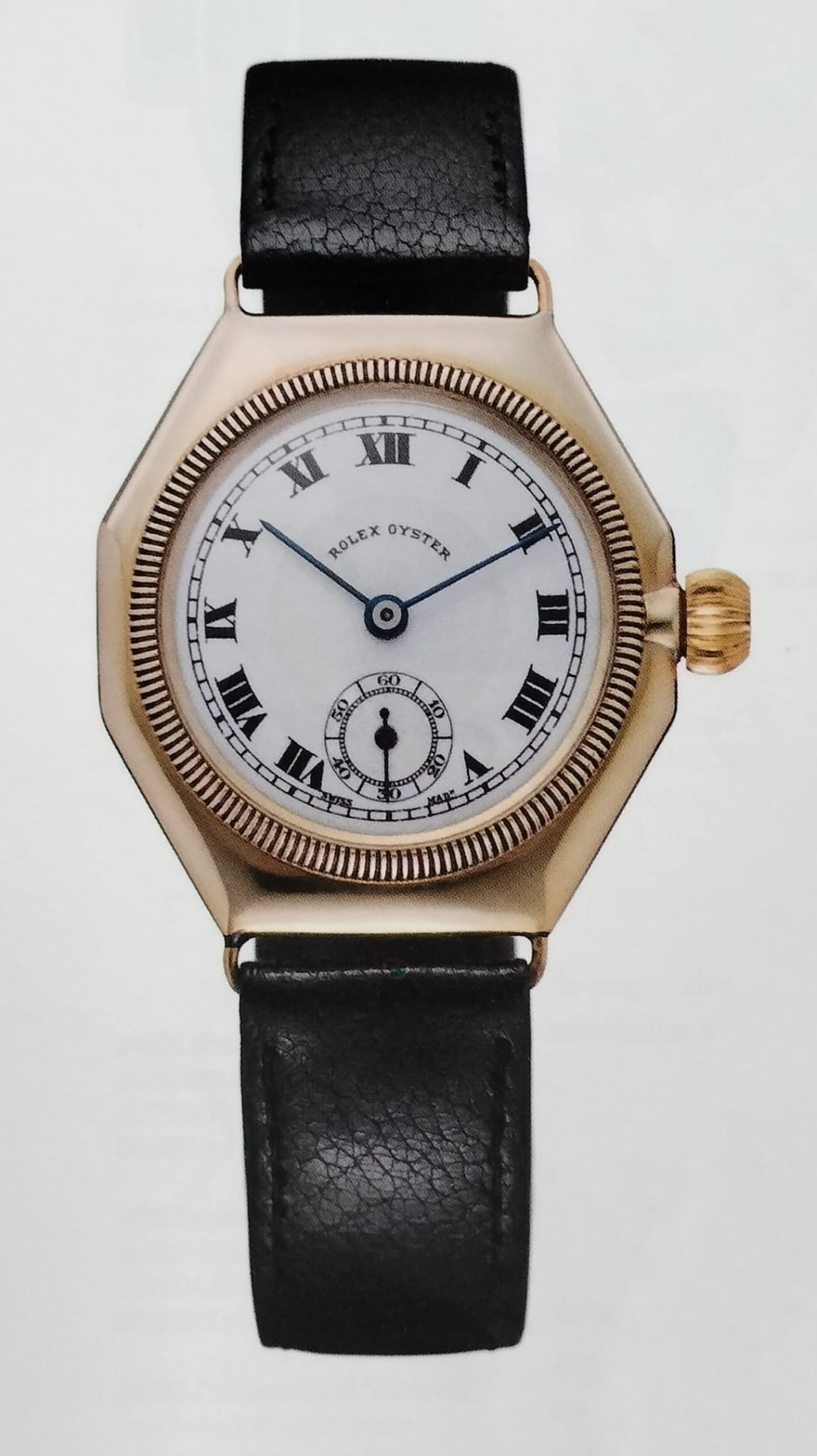
Rolex Oyster 1926 року, перший водонепроникний годинник в історії

Після Мерседес Гляйтце Вілдсдорф звернувся до рекордсмена світу зі швидкості на суходолі та воді ― сера Малкольма Кемпбелла, щоб він представляв Rolex як амбасадор. Малькольм Кемпбелл дев'ять разів встановлював нові рекорди швидкості на суходолі між 1924 і 1935 роками.

## 1931: Rolex Perpetual
У 1931 році компанія представила автоматичний наручний годинник: «Rolex Perpetual». Цей годинник автоматично заводиться, використовуючи енергію, отриману від обертання внутрішнього двонаправленого ротора під час руху людини.

## Друга Світова війна
З початком Другої світової війни пілоти Королівських ВПС почали купувати годинники Rolex, щоб замінити свої незручні стандартні годинники. Під час захоплення до таборів для військовополонених у них забирали годинники. Коли Вільсдорф дізнався про це, він запропонував замінити всі годинники, які були конфісковані, і не вимагати оплати до кінця війни, якщо офіцери напишуть листа компанії Rolex і пояснять обставини їх втрати. Вільсдорф особисто контролював цей процес.
У 2022 році Christie's продала Rolex Oyster Chronograph, який належав Джеральду Імезону, котрий вартує близько 189 тис. доларів. Він був військовополоненим у Stalag Luft III і погодився на пропозицію Rolex стосовно заміни годинника, конфіскованого німцями. Christie's заявила, що Імезон використовував годинник під час втечі 24 березня 1944 року, що було відбражено у фільмі «Велика втеча» .

## 1945: Фонд Ганса Вільсдорфа
У Вільсдорфа та його дружини Флоренс Френсіс Мей Вільсдорф-Кротті дітей не було. Дружина Ганса померла в 1944 році. У 1945 році Вільсдорф заснував свою благодійну організацію ― Фонд Ганса Вільсдорфа. В 1960 році він передав 100 % акцій компанії Rolex цьому фонду. Фонд Ганса Вільсдорфа жертвує більшу частину своїх доходів на благодійність і соціальні програми в Женеві. Законодавство не зобов'язує розкривати інформацію про фінансові чи благодійні пожертви, також компанія не сплачує корпоративні податки через те, що вона належить Фонду Ганса Вільсдорфа.

## 1946: заснування Tudor
У 1946 році Вільсдорф заснував бренд високоякісних і водночас недорогих годинників Tudor, який став дочірньою компанію Rolex. Хоча ім'я Tudor з'являлося на попередніх годинниках, виготовлених під егідою Rolex, проте годинники нового бренду Tudor перетворилися на доступну альтернативу пропозиціям під брендом Rolex. 6 березня 1946 року Вільсдорф зробив таку заяву щодо Тюдора:
«Протягом кількох років я обмірковував ідею створення годинника, який ми змогли б продавати за скромнішою ціною, ніж наші годинники Rolex, і все ж, який би мав високі стандарти надійності, якими славиться Rolex, тому я вирішив створити окрему компанію, яка займатиметься виробництвом і продажем цього нового годинника. Вона називатиметься Tudor Watch Company».

## 1954: Rolex Submariner
У 1954 році було випущено перший спеціалізований годинник компанії Rolex для дайвінгу: «The Rolex Submariner». Цей годинник став доступним для купівлі, після презентації на Базельській виставці в 1954 році
Цей був перший годинник, який носив відомий кіногерой Джеймс Бонд, у виконанні Шона Коннері у фільмі «Доктор Ноу» 1962 року.

## 1954: Rolex GMT-Master
У 1954 році компанія Rolex представила «інструментальний годинник», відомий як GMT-Master. GMT-Master мав такі функції: водонепроникний корпус Oyster, механізм вічного руху годинника, стрілки та позначки, що світяться, 24-годинна стрілка, призначена для відображення часу в іншому часовому поясі. GMT-Master був розроблений для пілотів Pan American Airways і мандрівників.

## 1960: Смерть та спадок

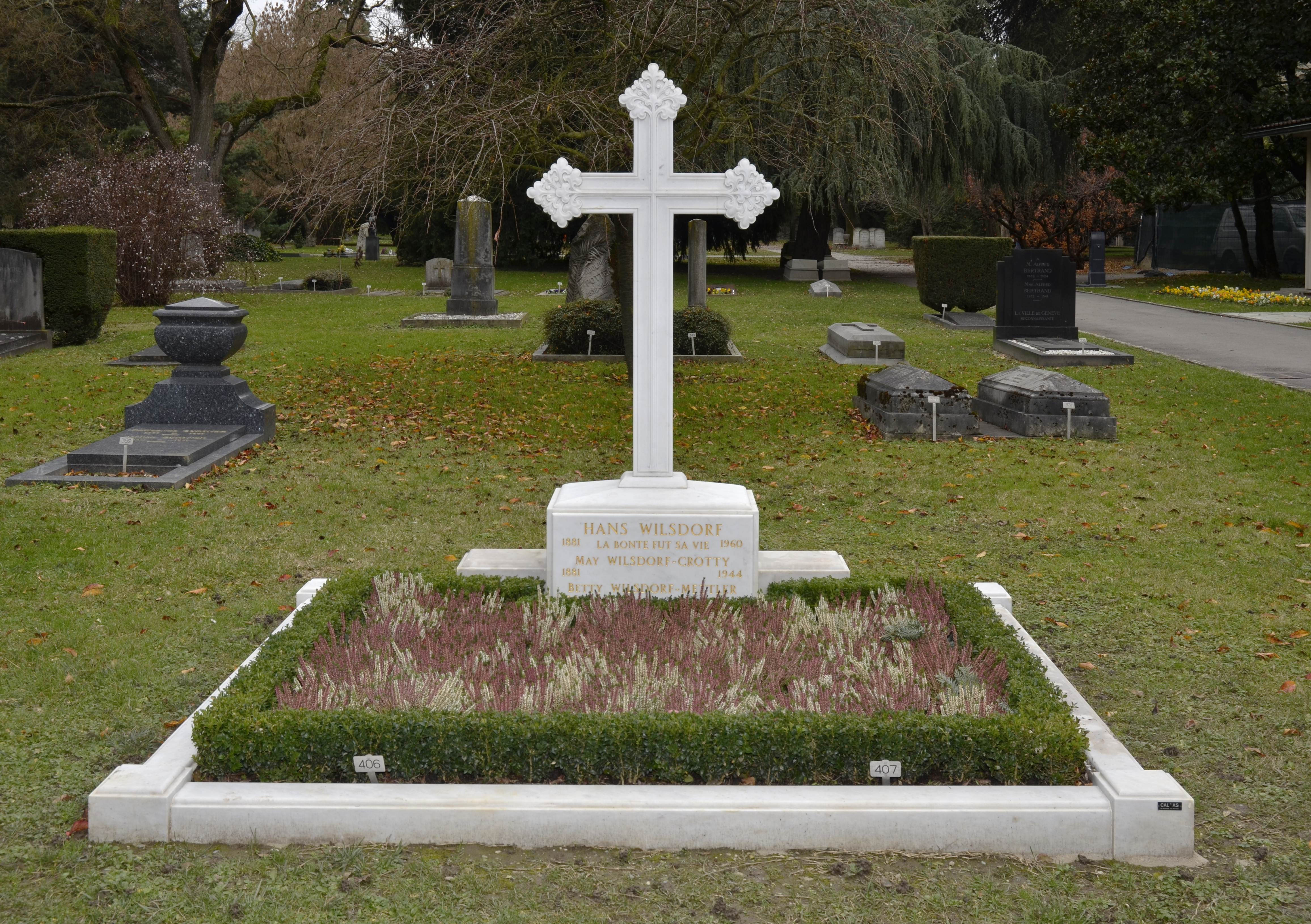
Могила Ганса Вільсдорфа. Королівське кладовище, Женева.

Вільсдорф помер у Женеві, Швейцарії, 6 липня 1960 року. Його поховали на Кладовищі королів в Женеві поруч із першою та другою дружиною. Фонд Ганса Вільсдорфа, заснований у 1945 році. Він досі володіє компанією Rolex та контролює всі процеси в компанії.

## Використані джерела
1. ↑  Dubois, Nicolas (1962). En mémoire de Hans Wilsdorf. L'homme Derrière la Couronne [The Man Behind The Crown] (фр.). Geneva, Switzerland. с. 58.
2. ↑  Patrick Kansa (24 серпня 2014). Historical Horology: The First Rolex Certified Chronometer. Wristwatchreview.com. Процитовано 8 серпня 2023.
3. ↑  Is Rolex British or Swiss? Complete Guide. Millenary Watches. 27 березня 2023. Процитовано 8 серпня 2023.
4. ↑  The Rolex Oyster Case: Everything You Need to Know. WatchTime. 29 січня 2023. Процитовано 8 серпня 2023.
5. ↑  Rolex Oyster Watch Advert with Mercedes Gleitze 1927. Channel Swimming Dover. 14 квітня 2019. Процитовано 8 серпня 2023.
6. ↑  Vandor, Dara (20 жовтня 2022). Sir Malcolm Campbell and His Rolex. Waddingtons.ca. Процитовано 8 серпня 2023.
7. ↑  Sir Malcolm Campbell: The King of Speed. The Speed Journal. 17 грудня 2021. Процитовано 8 серпня 2023.
8. ↑  Rolex Perpetual Movement Information. Bob's Wristwatch Guide. Процитовано 8 серпня 2023.
9. ↑  Rolex Oyster Perpetual Date. Analog:Shift. Процитовано 8 серпня 2023.
10. ↑  Nick Scott (3 березня 2017). Rolex: The Spoils of War. The Rake. Процитовано 8 серпня 2023.
11. ↑  
Escape story: 78 years old Rolex worn during WWII sells at auction. Daily Sabah. Agence France-Presse. 10 червня 2022. Процитовано 8 серпня 2023.
12. ↑  Pulvirent, Stephen (18 липня 2019). Reference Points: Understanding The Rolex Submariner. Hodinkee. Процитовано 8 серпня 2023.
13. ↑  Khalil, David (15 березня 2022). Top 5 Rolex Watches Worn in James Bond. Watch Collectors. Процитовано 8 серпня 2023.
14. ↑  Milton, Danny (7 жовтня 2022). Watching Movies: Sean Connery Originates The Role Of James Bond Wearing A Rolex Submariner Ref. 6538 In 'Dr. No'. Hodinkee. Процитовано 8 серпня 2023.